# Rio Gut (Crișul Alb)
O Gut é um rio da Romênia, afluente do Crișul Alb, localizado no distrito de Arad.